# Ivy House

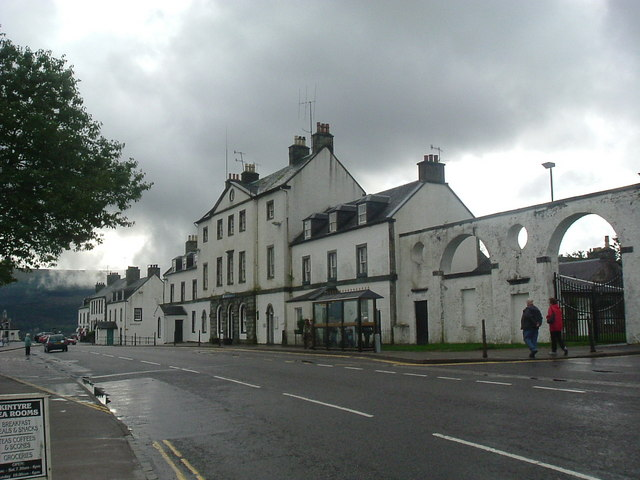
Gebäude am Hafen von Inveraray. Ivy House ist das rechte der drei Gebäude.

Ivy House ist ein Wohngebäude nahe dem Ufer von Loch Fyne in der schottischen Stadt Inveraray. Es handelt sich um das westlichste der drei Gebäude entlang der nordwestlichen Front Street und damit um das Eckhaus zwischen der Front Street und The Ave. Das Haus liegt direkt an der A83, die den Süden der Council Area Argyll and Bute bis zur Halbinsel Kintyre an den Central Belt anschließt. 1966 wurde Ivy House in die schottischen Denkmallisten in der höchsten Kategorie A aufgenommen.
Mit dem Bau wurde im Jahre 1755 begonnen und das Gebäude nach zweijähriger Bauzeit fertiggestellt. Es basiert auf den Plänen des schottischen Architekten John Adam, der auch weitere Häuser der damals im Aufbau befindlichen Planstadt Inveraray entwarf. Das zwei Häuser östlich gelegene Chamberlain’s House ist praktisch baugleich. Ivy House gehört zu den ältesten Gebäuden im Stadtkern.

## Beschreibung
Das zweistöckige Gebäude wird von dem benachbarten Town House (Inveraray) um ein Stockwerk überragt. Es weist typische Merkmale der Georgianischen Architektur auf. Ivy House wird durch einen kleinen, mittig aus der Vorderfront tretenden Vorbau betreten, der mit einem Walmdach abschließt. Dieser entspricht nicht dem Originalzustand und wurde erst später hinzugefügt. Der Vorbau ist symmetrisch in drei Achsen von Sprossenfenstern umgeben. An der Frontseite erhellen drei Dachgauben mit Walmdächern die Räume des Dachgeschosses. Die Gebäudekanten sind mit abgesetzten Ecksteinen verziert. Ein weiteres Zierband befindet sich unterhalb der Fenster des Obergeschosses. Ivy House schließt mit einem schiefergedeckten Satteldach ab. Alle Fassaden sind in der traditionellen Harling-Technik verputzt.